# PA-481
A  PA-481 é uma rodovia brasileira do estado do Pará. Essa estrada intercepta as rodovias PA-151 e PA-483 em sua extremidade sul. 
Embora sua pouca extensão, é uma das principais rodovias de ligação do estado, permitindo por acesso ao Porto de Arapari.
Está localizada na região nordeste do estado, atendendo ao município de Barcarena. 